# باتريك لاني
باتريك لاني (بالإنجليزية: Patrick Ianni)‏ (15 يونيو 1985 لودي الولايات المتحدة - ) هو لاعب كرة قدم أمريكي.

## وصلات خارجية
باتريك لاني على موقع الدوري الأمريكي (الإنجليزية)
- باتريك لاني على موقع قاعدة بيانات كرة القدم.إي يو (الإنجليزية)
- باتريك لاني على موقع أوليمبيديا (الإنجليزية)